# Il était une fois en France
Il était une fois en France és una sèrie de bande dessinée realitzat per Fabien Nury (guió) i Sylvain Vallée (dibuix). La sèrie ocupa sis àlbums, que van ser publicats per Glénat des de 2007.
La sèrie reconstrueix una versió ficcionalitzada de la vida de Joseph Joanovici, un ferrater jueu romanès emigrat a França, i que esdevindria un dels homes més rics del país. Durant la Segona Guerra Mundial, Joanovici col·laboraria alhora amb la Gestapo parisenca com amb la Resistència, a la que sostingué econòmicament.

## Els àlbums
La sèrie ocupa sis volums (es va publicar un per any entre 2007 i 2012). Una versió integral es va publicar en novembre de 2014 i una edició en tres volums (dos àlbums a cadascun) en 2013.
1. L'Empire de Monsieur Joseph (2007)
2. Le Vol noir des corbeaux (2008)
3. Honneur et police (2009)
4. Aux armes, citoyens ! (2010)
5. Le Petit Juge de Melun (2011)
6. La Terre promise (2012)